# Defensa Nimzoíndia
La defensa Nimzoíndia (Nimzo-Índia, NimzoÍndia), és una obertura d'escacs caracteritzada pels moviments:
1.d4 Cf6
2.c4 e6
3.Cc3 Ab4
D'altres ordres de jugades, com ara 1.c4 e6 2.Cc3 Cf6 3.d4 Ab4, també són possibles. A l'Encyclopaedia of Chess Openings la Nimzoíndia es classifica amb els codis E20-E59.
Aquesta obertura hipermoderna fou desenvolupada pel GM Aron Nimzowitsch, qui la va introduir a nivell de mestres a començaments del segle xx. A diferència de la majoria d'obertures índies la Nimzoíndia no implica un fianchetto immediat, tot i que les negres sovint continuen amb ...b6 i ...Ab7. Tot clavant el cavall blanc, les negres eviten l'amenaça 4.e4 i amenacen al seu torn de crear peons doblats al camp blanc. Les blanques poden intentar crear un centre de peons i desenvolupar les peces per preparar un assalt a la posició negra.
El retard per part de les negres en compromètrer-se amb una determinada estructura de peons fa de la Nimzoíndia una defensa molt flexible contra 1.d4. També pot transposar a línies del gambit de dama o de la defensa índia de dama. La Nimzoíndia és una defensa contra 1.d4 molt respectada actualment, i es juga a tots els nivells. L'han practicada tots els Campions del món des de Capablanca. Les blanques sovint juguen 3.g3 o 3.Cf3 per evitar la Nimzoíndia, permetent llavors 3.Cf3 Ab4+ (la defensa Bogoíndia) amb 4.Ad2 o 4.Cbd2, en comptes de 4.Cc3.